# Бабинцы (Тернопольская область)
Ба́бинцы (укр. Бабинці) — село в Борщёвской городской общине Чортковского района Тернопольской области Украины.
До 2020 года входило в Борщёвский район.
Код КОАТУУ — 6120880601. Население по переписи 2001 года составляло 899 человек.

## Географическое положение
Село Бабинцы находится на берегах реки Ничлава,
выше по течению на расстоянии в 1 км расположено село Худиевцы,
ниже по течению на расстоянии в 1,5 км расположено село Пилипче.
В 1-м км от села протекает река Днестр.

## Объекты социальной сферы
- Школа I—II ст.
- Фельдшерско-акушерский пункт.